# Mobile (gruppo musicale)
I Mobile sono stati gruppo rock canadese, proveniente da Montréal.
Il loro album di debutto, Tomorrow Starts Today, è stato pubblicato nel 2006. La band è stata nominata per due Juno Awards nel 2007 e hanno vinto l'award come nuovo gruppo dell'anno.

## Storia del gruppo

### Gli inizi
Il gruppo nasce nel 1995 a Montreal, quando Mat Joly, Frank Williamson, Christian Brais, Dominic Viola, e Pierre-Marc Hamelin, compagni di scuola, iniziano a suonare come garage band.
Con il nome iniziale di Moonraker, il gruppo si fa notare vincendo la CHOM L'Esprit nel 2001, e si trasferisce quindi a Toronto nel 2003. Nel 2005 firmano dei contratti con la Universal Music Group Canada e Interscope e cambiano nome in Mobile.

### Tomorrow Starts Today
Il 18 aprile 2006 esce il loro album di debutto, Tomorrow Starts Today, pubblicato dalla Universal Music Group Canada. Il video musicale per il singolo Out of My Head viene nominato per il Muchmusic Video Award per la miglior post-produzione. La title track dell'album, Tomorrow Starts Today, è stata usata nel film canadese Bon Cop, Bad Cop, mentre New York Minute in un episodio di One Tree Hill.
I Mobile hanno vinto il Juno Award 2007 per il nuovo gruppo dell'anno e Tomorrow Starts Today è stato nominato come Album rock dell'anno.
Il 21 agosto 2007 l'album è stato pubblicato anche negli Stati Uniti dalla The Militia Group.

### Tales from the City(2007-2009)
Il 7 ottobre 2008 la band ha pubblicato il suo secondo album, Tales from the City, prodotto da Jeff Saltzman, anticipato dal singolo The Killer, uscito il 1º luglio 2008.
Nel tardo autunno 2008 i Mobile sono partiti per un tour in Canada, e hanno inoltre fatto da spalla a Chris Cornell nel suo tour da solista.
Il batterista Pierre-Marc Hamelin lascia la band e viene sostituito da Martin Lavallée.

### Nuovo album e scioglimento (2011)
Dopo il tour la band ha iniziato a pensare al terzo album, scrivendo più di 50 nuovi demo. La produzione del disco inizia nell'estate del 2010, con la pubblicazione prevista alla fine del 2011. Il 23 marzo 2011 i Mobile annunciano però il loro scioglimento, lasciando quindi l'album incompiuto, e non annunciando il destino del materiale già inciso. Mat Joly si avventura in una carriera da solista.

## Formazione
- Mathieu Joly - voce (2005-2011)
- Christian Brais - chitarra (2005-2011)
- Pierre-Marc Hamelin - batteria (2005-?)
- Martin Lavallée - batteria (?-2011)
- Dominic Viola - basso (2005-2011)
- Frank Williamson - chitarra (2005-2011)

## Discografia

### Album studio
- 2006 - Tomorrow Starts Today
- 2008 - Tales from the City

### EP
- 2006 - Tomorrow Starts Today

### Singoli
- 2005 - Montreal Calling
- 2006 - Out of My Head
- 2006 - See Right Through Me
- 2007 - Dusting Down the Stars
- 2008 - The Killer
- 2008 - Hit the Floor#7